# Бийтълджус Бийтълджус
„Бийтълджус Бийтълджус“ (на английски: Beetlejuice Beetlejuice) е американска фентъзи комедия от 2024 г. на режисьора Тим Бъртън по сценарий на Алфред Гоу, Майлс Милар и Сет Греъм-Смит. Филмът е продължение на „Бийтълджус“ (1988) и втора част от поредицата. Във филма участват Майкъл Кийтън, Уинона Райдър и Катрин О'Хара, които се завръщат с ролите си, заедно с новите попълнения в актьорския състав – Джъстин Теру, Моника Белучи, Джена Ортега и Уилям Дефо.
Премиерата на филма е на 81-вия международен филмов фестивал във Венеция на 28 август 2024 г. По света излиза на 4 септември 2024 г., а по кината в Съединените щати два дни по-късно на 6 септември 2024 г. от „Уорнър Брос Пикчърс“.

## Сюжет
Внимание:  Текстът по-долу разкрива сюжета на произведението (или части от него)!
Изминават тридесет и шест години след събитията от първия филм. Лидия Диц води свръхестествено токшоу, наречено „Къщата с призраци“, продуцирано от нейния приятел Рори, и по време на една от програмите Лидия е ужасена да види призрака на Бийтълджус в публиката.
Междувременно италианката Долорес, бившата съпруга на Бийтълджус, оживява в отвъдното. Тя се сглобява от отделни парчета, като ги задържа заедно с телбод, и започва да се скита из подземния свят в търсене на съпруга си. Преди няколко века, по време на ужасна епидемия от чума, Долорес и Бийтълджус са се убили взаимно и сега Долорес мечтае да отмъсти на бившия си съпруг. Самият Бийтълджус управлява офис от „биоекзорсисти“ и му помагат идентични призраци с малки, свити глави. Улф Джаксън – бивш актьор, който е играел полицейски детективи и е станал полицай в отвъдното след смъртта си, предупреждава Бийтълджус, че бившата му съпруга Делорес е избягала от плен и сега го търси.
Скоро Делия, мащехата на Лидия, я информира за смъртта на баща ѝ Чарлз. Лидия и дъщеря ѝ Астрид идват на погребението в същата къща в Уинтър Ривър. Астрид е във враждебни отношения с майка си, защото я смята за измамник, който мами лековерните зрители със „свръхестествени глупости“. Освен това на Астрид много ѝ липсва баща ѝ, с когото Лидия се е развела, а той е изчезнал в Южна Америка. След погребението Рори предлага брак на Лидия, което тя приема, което кара Астрид да избяга и да се срещне с красивия мъж Джеръми, който я кани при себе си преди сватбата. На Хелоуин Астрид отива в къщата на Джеръми и внезапно е ужасена да научи, че този човек е призрак. Джеръми кани Астрид в отвъдното и обещава на момичето да намери баща си.
След като научава за миналото на Джеръми като убиец на родителите му, Лидия неохотно се обръща отново към Бийтълджус за помощ за освобождаването на Астрид. Той се съгласява, но изисква Лидия да се омъжи за него, което ще му позволи да остане в света на смъртните и да избегне срещата с отмъстителната си бивша съпруга Долорес. Лидия неохотно се съгласява и дори подписва брачния договор с кръв. Бийтълджус и Лидия пътуват до гарата в задгробния живот в опит да спрат Астрид да се качи на влака на душите. След като научава, че Бийтълджус е довел жив човек в отвъдното, Улф Джаксън се опитва да арестува нарушителя. Астрид среща баща си Ричард, покрит с пирани, и той казва на дъщеря си, че е умрял в Амазонка. Лидия измъква Астрид от влака на душите и те избягват през портал от подземния свят, като се озовават на място, където са нападнати от пясъчен червей. Ричард обаче ги спасява от червея и показва на Лидия и Астрид как да се върнат в света на живите. Бийтълджус намира коварния Джеръми и го праща в ада.
Междувременно Делия „репетира“ погребалната церемония за съпруга си Чарлз, използвайки две живи змии като „реквизит“, които се оказват отровни. Змиите ухапват Делия и тя се озовава в отвъдния живот, където среща Бийтълджус. Тя го моли да намери Чарлз, Бийтълджус се съгласява, но в замяна Делия трябва да му помогне да намери Лидия.
Вече в света на живите, Астрид се извинява на майка си, че не ѝ е повярвала за призраците. Лидия и Астрид пристигат в църквата за сватбата, където Лидия трябва да се омъжи за Рори, но Бийтълджус се появява с Делия и прекъсва церемонията. Бийтълджус инжектира Рори със серум на истината и той разкрива, че никога не е вярвал в способностите на Лидия и я е използвал само за пари. Разярената Лидия удря Рори в лицето, след което отлита настрани и мястото на младоженеца отново е заето от Бийтълджус, който все още е влюбен в Лидия. Сватбената церемония върви към края си, но тогава в църквата се появява ядосана Долорес, която крещи, че Бийтълджус е нейният съпруг. Използвайки заклинания, Астрид пуска пясъчен червей в църквата, който Бийтълджус отклонява, карайки го да изяде Долорес и Рори. Веднага се оказва, че Бийтълджус е нарушил правилата на задгробния живот, брачният договор гори в ръцете му, а самият той се подува и се пръсва. Делия се сбогува с Лидия и Астрид и отива в отвъдното, където с радост се среща с любимия си Чарлз.
Известно време по-късно Лидия снима последната част от последния си епизод на „Къщи с духове“ и решава да разпуснат с Астрид. Те отиват в замъка на Дракула в Румъния, където Астрид изглежда, че се влюбва в мъж, омъжва се за него и ражда чудовищно бебе, което прилича на Бийтълджус. Всъщност всичко това се оказва кошмар, който е изпитала Лидия, но това означава, че демонът Бийтълджус, който е влюбен в нея, все още иска да стане неин любовник.

## Актьорски състав
- Майкъл Кийтън – Бийтълджус, демон и „биоекзорсист“
- Уинона Райдър – Лидия Дийц, водеща на предаването „Къща с духове“
- Катрин О'Хара – Делия Дийц, мащехата на Лидия
- Джена Ортега – Астрид Дийц, дъщерята на Ричард и Лидия[6][7]
- Джъстин Теру – Рори, придружител и годеник на Лидия[8]
- Моника Белучи – Долорес, бившата съпруга на Бийтълджус[9]
- Уилям Дефо – Улф Джаксън, бивш актьор, превърнал се в ченге в отвъдното[10]
- Бърн Горман – отец Деймиън
- Дани ДеВито – чистач
- Артър Конти – Джеръми, приятел на Астрид, призрак
- Филип Кейтс – Влад
- Сантяго Кабрера – Ричард, баща на Астрид и бивш съпруг на Лидия, който е изчезнал в Южна Америка

## Снимачен процес
- Семейство Мейтландс първоначално има епизодична роля в края на филма, но Тим Бъртън смята, че никакво количество дигитално подмладяване няма да убеди публиката, че Алек Болдуин и Джина Дейвис са на същата възраст като в първия филм.
- Преди Бийтълджус да изпрати Джеръми по дяволите, след като анулира паспорта му, за да се върне в реалния свят, пълното му име Джеръми Деймиън Фрейзър може да се види на документа.
- Краят включва същата музика като оригиналния филм на Стивън Кинг „Кери“, предупреждавайки за не толкова щастлив край.
- Майкъл Кийтън казва, че той и Тим Бъртън са били особено заинтересовани да направят филм, който не е твърде технологичен. Те искат да има същите визуални ефекти като първия филм.
- Уинона Райдър има само едно условие, когато за първи път среща създателите на „Странни неща“ братята Дъфър: ако Тим Бъртън реши да направи „Бийтълджус 2“, Дъфър трябва незабавно временно да освободи Райдър от сериала, за да може тя да снима с Бъртън. Братята Дъфър приемат условието.
- В моделния град под моста на Уинтър Ривър във „водата“ има преобърната кола, символизираща инцидента, който убива Адам и Барбара в първия филм. Въпреки че семейство Мейтланд не се появяват във филма, зрителите може да забележат малки фигури от тях в канавката на реката вътре в модела, който гледа към къщата по време на началните надписи.
- И Майкъл Кийтън, и режисьорът Тим Бъртън решават да запазят Бийтълджус толкова политически некоректен, колкото и в оригиналния филм.
- Когато актьорът Глен Шадикс, който играе Ото във филма, умира през септември 2010 г., според волята му песента „Banana Boat“, използвана в сцената на вечеря в първия филм, е изсвирена на паметната му служба. В този филм малък хор пее същата песен на погребението на Чарлз Диц.
- Снимките на филма приключват само ден и половина преди да започне стачка на актьорите.
- В първия филм Бийтълджус кани Адам и Барбара да готвят и казва: „Надявам се да се насладите на италианска храна!“ Този филм разкрива, че той всъщност е бил италианец и е починал по време на ужасна чумна епидемия (която той също споменава в първия филм).
- Чудовищата с малки глави не са компютърна графика, а специални кукли, които са поставени на актьорите. Малките глави са изцяло аниматронни и се управляват дистанционно от кукловоди.
- Ролята на детектив Улф Джаксън първоначално е предложена на Кристофър Уокън, но в крайна сметка Уилям Дефо получава ролята.
- Когато Бийтълджус бомбардира мобилния телефон на Лидия със спам реклами, една от тях казва, че добавя „забавление към погребението“.
- Решението да се разкаже историята на произхода на Бийтълджус на италиански език е взето от Тим Бъртън, тъй като той е вдъхновен от произведенията на Федерико Фелини. Бъртън обяснява, че историята на произхода на Бийтълджус е подобна на пролог към филм на Фелини, така че трябва да бъде показана черно-бяло, озвучена на италиански и с общ визуален стил, подобен на филмите на Фелини. Освен това Моника Белучи е италианка, така че е съвсем естествено и Долорес да е италианка.
- Дани Де Вито, героят на който е убит от повторно сглобената Долорес, не се споменава в началните надписи, но е показан във финалните надписи.
- Моника Белучи озвучава собствената си героиня в италианската версия на филма.
- Таблото на гарата над „Загробният експресен влак“ показва четирите крайни гари на железопътната линия: „Големият свят отвъд“, „Перлените порти“, „Огненият ад“ и „Полетата на Елизиум“.
- Един от експонатите на отменената изложба на Делия е видео на нея, заобиколена от гарвани. Това е закачлива препратка към Мойра Роуз, героинята от канадския комедиен сериал „Шитс Крийк“, изиграна от Катрин О'Хара. В този сериал Мойра Роуз играе във филма „Враните имат очи 2“, за който се предполага, че е заснет в Албания.
- Актьорът Артър Конти получава съобщение, че Тим Бъртън го е избрал за ролята на Джеръми Фрейзър на 1 април и първоначално решава, че това е просто шега.
- Според Моника Белучи процесът на създаване на грима на нейната героиня е отнел три часа.
- Японските дублиращи актьори са избрани така, че да наподобяват героите си, и заедно с оригиналните костюми, за да влязат наистина в образа.
- През юли 2023 г. някои декори от филма са откраднати по време на снимките. Сред откраднатите предмети са голям стълб за лампа, украсен с тиква, няколко витрини и реплика на скулптура с шипове, позната на зрителите от първия филм като една от творбите на Делия Диц.
- За този филм Катрин О'Хара е поръчала шест светломедни перуки, които са направени от личния ѝ майстор. Тим Бъртън обаче настоява косата на Делия да е червена като в първия филм и така Катрин трябвало да прекара цяла нощ, боядисвайки перуките си в ярко червено и подстригвайки ги в различни стилове.
- Джена Ортега казва, че актьорът Джъстин Теру постоянно се е шегувал на снимачната площадка, карайки Ортега да се смее и да излиза от характера си. На свой ред Теру казва, че Катрин О'Хара с шегите си го е принудила постоянно да излиза от характера си.
- Когато Долорес идва на себе си, сватбената ѝ халка забележимо липсва от безименния ѝ пръст. Това е препратка към първия филм, където Бийтълджус сваля пръстена от отрязан пръст, за да го използва на сватбата си с Лидия.
- Моника Белучи описва движенията на героинята си „почти като танц на ужасите“. Отнема три снимачни дни, за да се заснемат движенията ѝ за тази сцена.
- Премиерата на филма е ден след 73-тия рожден ден на Майкъл Кийтън.
- Бюджетът на този филм се оценява на 150 милиона долара, докато бюджетът на първия филм (коригиран спрямо инфлацията от 1988 г. до 2024 г.) е само 39 милиона долара. Така бюджетът на втория филм е почти 4 пъти по-висок от бюджета на първия филм.
- Тим Бъртън обмисля да нарече филма „Бийтълджус 2024“ като почит към един от любимите му филми на ужасите „Дракула 1972“.
- В първия филм Бийтълджус заявява, че бившата му съпруга не е означавала нищо за него, когато изважда отрязания ѝ безименен пръст. В този филм се разкрива, че Долорес се е омъжила за него, за да го убие и да спечели безсмъртието на душата му. Така че всъщност е обратното – той не означава нищо за нея.
- Широкоплещестите мъжки чудовища с малки свити глави имат етикети с имена на дрехите си. Имената са избрани с причина; те са имената на продуцентите на филма. Ето защо чудовищата се казват Брад (препратка към Брад Пит), Ал (Ал Гоф) и т.н.
- Джена Ортега е единствената актриса, която няма практически никакъв грим за снимките, защото според режисьора Бъртън нейният герой трябва да изглежда точно така.
- Чистачът, изигран от Дани Де Вито, постоянно намеква за филма „Батман се завръща“, в който Де Вито играе злодея Пингвин. Чистачът, подобно на Пингвина, издава грухтещи звуци и в един момент чистачът изпива препарат за тоалетна, което кара тъмна течност да изтича от устата му. По същия начин тъмна течност изтича от устата на Пингвина, когато Батман смъртоносно ранява злодея.
- Семейният терапевт на Лидия и Рори носи името „д-р Гликман“. Героят е кръстен на изпълнителния директор на Miramax Джон Гликман – дългогодишен и добър приятел на режисьора Бъртън.
- Филмът показва, че Делия спазва обещанието си никога да не ремонтира офиса на Чарлз. Дори години по-късно дизайнът на шкафа остава същият като в първия филм.
- Полският дублаж на филма коригира грешка в сцената, в която Мария Склодовска-Кюри е спомената като „френски физик“, вместо това правилно я идентифицира като полякиня.
- Майкъл Кийтън е на 71 години, докато работи по този филм, което е два пъти повече от възрастта му, докато работи по първия филм, когато Кийтън е на 35 години.
- Безглавият труп на Чарлз Диц е озвучен от некредитиран актьор.
- Джена Ортега казва, че за първи път е срещнала Майкъл Кийтън, докато той е облечен като главния герой: „Той дойде зад мен. Бях на тест за прическа и грим и някой ме потупа по рамото и аз се обърнах и, разбира се, се уплаших.”
- В един от вестниците, които Бийтълджус чете, има кратка статия със заглавие за призраци, чиято смърт погрешно се приписва на самоубийство. Това обяснява защо Бийтълджус, който е отровен, и съпругът на Лидия – Ричард, който е изяден от пирани, са назначени да работят в бюрокрацията на задгробния живот, въпреки че нито един от тях не се е самоубил.
- В първия филм, когато Бийтълджус среща Чарлз и Делия, те се прегръщат и Бийтълджус дава на Чарлз чифт змии. Това предвещава смъртта на Делия от ухапване от змия по-късно.
- Червеният телефон на бюрото на Бийтълджус е намек към Батман, тъй като телефонът е реплика на „Батфона” в кабинета на комисар Гордън от филма за „Батман“ от 1966 г.
- Клоуи Грейс Морец е обмисляна за кратко за ролята на Астрид, но в крайна сметка е избрана Джена Ортега.
- Скулптурата, която Делия Диц прави в първия филм, е дарена на интерната на нейната доведена внучка Астрид.
- Премиерата на филма на филмовия фестивал във Венеция получава триминутни овации от публиката.
- Първоначално Брад Пит, един от продуцентите на филма, има епизодична роля в „чакалнята на подземния свят” като мъж, прострелян в главата, препратка към смъртта на неговия герой в „Изгори след прочитане“ (2008). Но в крайна сметка сцената е изрязана от окончателната версия.
- Действието на филма се развива в измисления град Уинтър Ривър, Кънектикът, но всъщност е заснет в Източен Коринт, Върмонт – на същото място, където е заснет първият филм.
- Смъртта на Чарлз се основава на дългогодишен кошмар на Тим Бъртън. Режисьорът сънувал, че е оцелял след самолетна катастрофа, само за да бъде изяден от акула.
- Джефри Джоунс не е поканен за ролята на Чарлз Диц, защото по това време е обвинен в сексуален тормоз и създателите на филма решават да не рискуват да поканят в проекта актьор със скандална репутация. Вместо това е обяснено, че героят му е бил убит преди събитията във филма, а подобието на Джоунс е показано чрез архивни кадри и анимация със стоп-моушън.
- Идеята за смъртта на Делия идва от Катрин О'Хара, която казва на сценаристите на нейната героиня: „Мисля, че тя трябва да се самоубие, само защото е толкова влюбена в Чарлз. Единственото, което тя може да направи, е да се присъедини към него в отвъдния живот.“ Сценаристите много харесват идеята, но им се струва странно в една комедия един от главните герои да се самоубие в края на филма. Затова е изобретен по-креативен и необичаен метод – смърт поради злополука (ухапвания от отровни змии).
- В чакалнята на задгробния живот има изгорен мъж, облечен като Дядо Коледа, което е препратка към известната тъмна сцена от филма „Гремлини“ (1984), където Кейт Берингър обяснява как баща ѝ е починал на Бъдни вечер.
- Бебето, пълзящо по тавана в края на филма, е препратка към „Трейнспотинг“ (1996), когато Рентън халюцинира пълзящо бебе, което се движи по пода и тавана.
- Майкъл Кийтън и Уинона Райдър казват, че любимата им част от филма е сцената със сватбения танц, а Райдър особено се забавлява да гледа в „прекрасните очи“ на Кийтън.
- Седейки в чакалнята до лудата дама котка, Бийтълджус коментира: „Аз съм повече кучешки човек.“ По-късно, по време на сватбения музикален номер, кучето му е показано като едно от миналите му любимци, заедно с Лидия и Долорес.
- Костюмите на дизайнера на костюми Колийн Атууд за чудовищата с малки глави са вдъхновени от облеклото на американски агенти за недвижими имоти от 80-те години на XX век, които носеха златни блейзъри, кафява вратовръзка и бяла риза.
- В първия филм се подразбира, че причината повечето живи хора да не виждат призраци е, че те подсъзнателно избират да не го правят, поради което „Ръководство за наскоро починалите“ е подчертано неясно относно факта, че живите „не могат“ или „не искат“ да виждат призраци. Лидия може да види семейство Мейтланд, защото се чувства отчуждена и откъсната от света на живите. Във втория филм се оказва, че Лидия е медиум със свръхестествена способност да вижда душите на мъртвите, а Мейтландс са само първият пример за пробуждането на нейните способности.
- Надгробната плоча на Чарлз Диц е оформена като прозрачна перка на акула с неговия образ в средата и гласи „R.I.P. Чарлз Диц - баща, съпруг, любител на птиците.“